# Sarah-Grace Williams
Sarah-Grace Williams (* 28. März 1977 in Penrith City, Australien) ist eine australische Dirigentin. Sie ist Mitgründerin, künstlerische Leiterin und Chefdirigentin des Metropolitan Orchestra (TMO) in Sydney. Aktuell ist sie außerdem die Chefdirigentin der neuseeländischen und australischen „Synthony“-Tour.

## Leben
Williams erlangte 1996 den Bachelor of Music mit Auszeichnung und erwarb anschließend den First Class Honours Degree in Conducting. Ihr Studium setzte sie in Russland bei Alexander Polishchuk fort. Seit 2010 wirkt sie als Churchill Fellow an internationalen Projekten mit.
Williams dirigierte Orchester in Australien, zum Beispiel das Queensland Symphony Orchestra, das Adelaide Symphony Orchestra, das Tasmanian Symphony Orchestra und das West Australian Symphony Orchestra. International arbeitete sie mit dem Auckland Philharmonia Orchestra zusammen. Von 2007 bis 2013 war sie Musikdirektorin der Babies Proms im Sydney Opera House.
Gemeinsam mit ihrem Ehemann Bevan Rigato gründete Williams im Jahr 2009 das Metropolitain Orchestra (TMO) in Sydney, wo sie sowohl als künstlerische Leiterin als auch als Chefdirigentin fungiert und über 550 Konzerte mit diesem Orchester leitete. 2011 arbeitete sie als Conducting Fellow beim Australian Ballet und als Stage Conductor am nationalen Opern- und Balletttheater der Ukraine.
Seit 2019 ist sie Chefdirigentin von Synthony, einem musikalischen Projekt, bei dem elektronische Tanzmusik mit den Klängen eines Orchesters kombiniert werden.

## Privates
Mit ihrem Ehemann Bevan Rigato hat sie eine gemeinsame Tochter.

## Auszeichnungen
- 2017: Chancellor’s Leadership Award der Western Sydney University.[3] Churchill Trust[6]